# Aly & Fila
Aly & Fila sono un duo egiziano di musica trance composto da Aly Amr Fathalah (in arte Aly) e Fadi Wassef Naguib (in arte Fila). Trasmettono un programma che si chiama Future Sound of Egypt ogni mercoledì su youtube.

## Storia del gruppo
Il duo egiziano Aly Fathalla (Aly) e Fadi Wassef Naguib (Fila) sono nati entrambi nel 1981 e si conoscono sin dall'asilo. Fanno musica dal 1999.
Nel 2002 firmano un contratto con l'etichetta discografica tedesca euphonic. Dopo aver concluso il contratto con la euphonic, il duo lancia la sua prima etichetta chiamata FSOE Recordings, una sottoetichetta di Offshore Music. Dopo essersi separata da Offshore Music, FSOE Recordings entra a far parte della famiglia Armada Music. Nel 2014 lanciano l'etichetta FSOE Excelsior,etichetta parallela a FSOE Recordings tuttavia questa etichetta è vissuta poco tempo cessando la sua attività sempre sotto il dominio di FSOE Recordings. Il Duo ha continuato a gestire la propria etichetta come azienda indipendente con un altro gruppo di sotto-etichette a rotazione.
Ospitano un programma radiofonico su Internet chiamato "Future Sound Of Egypt" e attualmente solo Fadi va in tour poiché ad Aly, subendo un grave infortunio a un orecchio durante un festival, gli è stato consigliato di evitare la musica ad alto volume per non rischiare di perdere del tutto l'udito in quell'orecchio.
Fin dalla loro esplosione sulla scena internazionale grazie all’incredibile hit “Eye of Horus” nel 2003, i due sono stati una continua ispirazione tanto per i clubber quanto per i DJ soprattutto per il loro stile di mixaggio e l'inconfondibile originalità dei suoni prodotti dai synth, dalle percussioni e dalle sonorità orientali. La loro ricetta di una trance euforica e dirompente li ha visti elevarsi fino alla massima serie #anco di artisti del calibro di Armin Van Buuren, Blank & Jones e Ferry Corsten.
Rappresentanti dell’avanguardia dell’ultima generazione di superstar della musica elettronica da ballare, Aly & Fila hanno già fatto breccia nell’ampio spettro del clubbing planetario. Tracce come “Eye of Horus”, “Spirit of Ka”, “A Dream of Peace”, “Ankh - Breath of Life” e “Thebes” hanno ricevuto
consenso a livello mondiale sia dalla stampa che dagli stessi artisti, mentre il loro sbalorditivo lavoro come remixer, in particolare nel 2007, ha evidenziato il loro stile inconfondibile in tracce come “Whatever” di Lost Witness vs. Sassot, “Why” di FKN feat. Jahala, “Tears of Hope” di Deems e moltissime altre ancora.
Il 2008 ha poi visto Aly & Fila protagonisti di un'enorme crescita sul piano della produzione, sull’onda della loro firma sul mix della compilation “Trance World 2” pubblicata ad inizio anno sull’etichetta culto del genere, la Armada. Da allora, il loro fitto calendario di produzione e remixing in studio non ha lasciato intravedere alcun accenno di sosta, dando vita ad un’impressionante serie di pubblicazioni su “Offshore Music” e di maestosi remix per un gran numero di hit ed artisti di alto profilo.
Sul finire di quello stesso anno, Aly & Fila hanno prolungato il loro assalto alla scena trance aggiudicandosi menzioni di prestigio e raggiungendo eccellenti indici di gradimento nei sondaggi che riguardano il mondo della dance: sono stati infatti la 3^ new-entry del 2008 ai DJ Mag Awards, e 31simi assoluti in classifica, risalendo di ben 80 piazze rispetto al 2007, oltre ad essersi piazzati alla posizione numero 12 nel contesto del “Trance Addict Top 250”.
Consacrati tra i migliori remixer dell’anno ai Trance Awards del 2008, sono ora saldamente nelle prime 40 posizioni della classifica globale più imponente, quella di DJList.com.
Un’ancor più fitta pioggia di riconoscimenti è giunta con l’avvento del 2009, quando Aly & Fila sono stati nominati “Best Break Through DJ” agli International Music Awards di Miami, a fianco di tali Deadmau5 e Laidback Luke.
Col procedere del 2009, le loro produzioni - sempre più incisive - si sono susseguite senza tregua, rendendo alcune illustri collaborazioni uniche grazie a quel sound che soltanto Aly & Fila riescono a riprodurre.
Al di fuori dello studio di registrazione inoltre, il duo ha ulteriormente rafforzato la sua attrattiva nei confronti del pubblico planetario con un’ampia serie di performance live dall’energia straripante. Esibendosi in occasione di tutti i più importanti festival e dei migliori club ed eventi
di musica elettronica, Aly & Fila stanno continuando ad impossessarsi della Terra, un party alla volta.

## Discografia

### Album in studio
- 2010 – Rising Sun
- 2013 – Quiet Storm
- 2014 – The Other Shore
- 2014 – Quiet Storm (Remixes)
- 2015 – The Chill Out
- 2017 – Beyond The Lights
- 2019 – It's All About The Melody

### Compilation
- 2008: TranceWorld Vol. 2
- 2010: Future Sound of Egypt Vol. 1
- 2012: Future Sound of Egypt Vol. 2
- 2014: Trance Nation (mixato da Aly e Fila)
- 2015: Future Sound of Egypt Vol. 3

### Produzioni
- 2003: Eye of Horus
- 2005: Spirit of Ka
- 2007: Ankh - Breath of Life
- 2007: Aly & Fila presiedono A&F Project - Uraeus
- 2007: Tebe
- 2008: Lost Language
- 2008: Key of Life
- 2008: Dynasty
- 2009: Khepera
- 2009: Rosari
- 2010: My Mind is with You (feat. Denise Rivera)
- 2010: Listening (feat. Josie)
- 2010: I Can Hear You (feat. Sue McLaren)
- 2011: Paradise (con la partecipazione di Tiff Lacey)
- 2011: We Control the Sunlight (feat. Jwaydan)
- 2011: libertà
- 2011: Still (con la partecipazione di Sue McLaren)
- 2011: 200 (Inno FSOE 200)
- 2012: Coming Home (feat. Jwaydan)
- 2012: Vaporize (contro John O'Callaghan)
- 2013: Speed of Sound (feat. Tricia McTeague)
- 2013: Running Out of Time (feat. Chris Jones)
- 2013: Mysteries Unfold (con Sue McLaren)
- 2014: For All Time (con Jaren)
- 2014: Eye 2 Eye (FSOE 350 Anthem) (incontra Roger Shah con Sylvia Tosun)

### Coproduzioni
- 2007: Aly & Fila vs. FKN feat Jahala - How Long
- 2007: Aly & Fila vs. Amadeus - Un sogno di pace
- 2009: John O'Callaghan & Aly & Fila - Megalithic
- 2010: Aly & Fila vs. Bjorn Akesson - Perfect Red
- 2010: Aly & Fila vs. Activa - Medellin
- 2010: Aly & Fila vs. Philippe El Sisi feat. Senadee - Without You (The Never Knowing)
- 2012: Aly e Fila si incontrano. Roger Shah - Perfect Love

### Remix
- 2004: Audioplacid - Diving (Aly & Fila Remix)
- 2005: York - Iceflowers (Aly & Fila Remix)
- 2005: Filo & Peri incontrano Mike Foyle - Luana (Aly & Fila Remix)
- 2006: The Thrillseekers feat. Gina Dootson - By Your Side (Aly & Fila Remix)
- 2006: Tatana - Interview With An Angel (Aly & Fila Remix)
- 2006: Miguel Sassot - Empty (Aly & Fila Remix)
- 2006: York feat. Asheni - Mercury Rising (Aly & Fila Remix)
- 2006: Magic Island - Paradise (Aly & Fila Remix)
- 2007: Testimone perduto vs. Sassot - Qualunque cosa (Aly & Fila Remix)
- 2007: FKN feat. Jahala - Why (Aly & Fila Remix)
- 2007: Deems - Tears of Hope (Aly & Fila Remix)
- 2007: Mark Eteson e Jon Prior - Dynamic Stability (Aly & Fila Remix)
- 2007: DT8 Project - Hold Me Till The End (Aly & Fila Remix)
- 2007: DJ Atmospherik - You Owe Me (Aly & Fila Remix)
- 2007: Andy Prinz con Naama Hillman - Quiet Of Mind (Aly & Fila Remix)
- 2007: Mr. Sam con Kirsty Hawkshaw - Split (Aly & Fila Remix)
- 2007: Abbott & Chambers - Never After (Aly & Fila Remix)
- 2007: Six Senses pres. Xposure - Niagara (Aly & Fila Remix)
- 2007: Ben Gold - Roll Cage (Aly & Fila Remix)
- 2007: Majera - Velvet Sun (Aly & Fila Remix)
- 2008: Mungo - Summer Blush (Aly & Fila Rework)
- 2008: Armin van Buuren feat. Susana - If You Should Go (Aly & Fila Remix)
- 2008: Tarja Turunen - The Reign (Aly & Fila Remix)
- 2008: Lange - Out of The Sky (Aly & Fila Remix)
- 2008: Ben Gold feat. Senadee - Say the Words (Aly & Fila Remix)
- 2008: DJ Shah feat. Adrina Thorpe - Back To You (Aly & Fila Remix)
- 2008: Filo & Peri feat. Eric Lumiere - Shine On (Aly & Fila Remix)
- 2008: Rapid Eye - Circa Forever (Aly & Fila Remix)
- 2008: Aly & Fila vs. FKN feat. Jahala - How Long (Aly & Fila Remix)
- 2008: DJ Shah aka Sunlounger feat Zara - Lost (Aly & Fila Remix)
- 2008: Ferry Corsten - Galaxia (Aly & Fila Rework)
- 2009: Progetto DNS pres. Whiteglow - Airbourne (Aly & Fila Remix)
- 2009: Vast Vision feat. Fisher - Everything (Aly & Fila Remix)
- 2009: Neptune Project - Aztec (Aly & Fila Remix)
- 2009: Philippe El Sisi feat. Aminda - You Never Know (Aly & Fila Remix)
- 2009: Sly One - This Late Stage (Aly & Fila Remix)
- 2010: Leon Bolier - Shimamoto (Aly & Fila Remix)
- 2010: Max Graham feat. Ana Criado - Nothing Else Matters (Aly & Fila Remix)
- 2010: Nacho Chapado e SMAZ feat. Sue McLaren - Between Heaven and Earth (Aly & Fila Remix)
- 2010: Solarstone - Touchstone (remix di Aly & Fila)
- 2010: Gaia - Aisha (Aly & Fila Remix)
- 2010: John Askew - Intimate Strangers (Aly & Fila Remix)
- 2011: Sied van Riel feat. Nicole McKenna - Stealing Time (Aly & Fila Remix)
- 2011: Ayumi Hamasaki - Days (Aly & Fila Remix)
- 2011: Ayumi Hamasaki - Days (Aly & Fila Dub Mix)
- 2011: Protoculture feat. Shannon Hurley - Sun Gone Down (Aly & Fila Remix)
- 2011: Mandala Bros - Return To India (Aly & Fila Remix)
- 2011: Joel Hirsch e Dustin Allen - Alive (Aly & Fila Remix)
- 2011: Bjorn Akesson e Jwaydan - Xantic (Aly & Fila vs Bjorn Akesson Remix)
- 2012: Gareth Emery feat. Christina Novelli - Concrete Angel (Aly & Fila remix)
- 2012: Alex MORPH feat. Hannah - When I Close My Eyes (Aly & Fila Remix)
- 2013: Global Experience feat. JES - Higher Than The Sun (Aly & Fila Remix)
- 2013: Simon O'Shine e Sergey Nevone - Apprehension (Aly & Fila Remix)
- 2013: Armin Van Buuren feat. Laura Jansen - Sound of the Drums (Aly & Fila Remix)
- 2014: Luke Bond feat. Roxanne Emery - On Fire (Aly & Fila Remix)
- 2014: Peter Santos - Under The Same Sky (Aly & Fila Remix)